# Гёльц, Макс
Макс Гёльц (нем. Max Hoelz или Hölz, 14 октября 1889, Мориц, близ Ризы, Германская империя — 15 сентября 1933, Горький, СССР) — немецкий революционер, один из активных участников и организаторов революционных восстаний в Германии в 1920—1921 годах.

## Биография

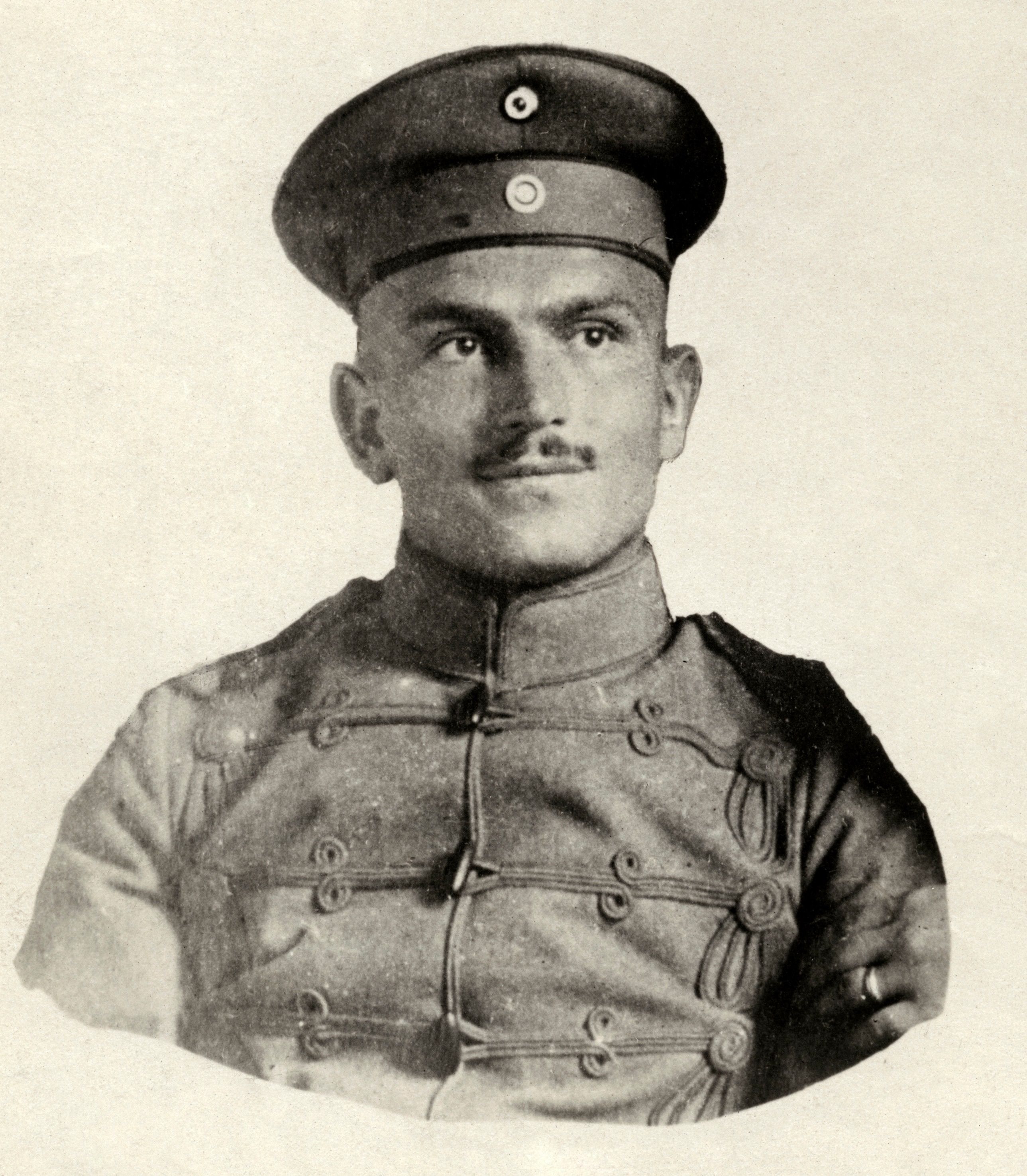
Около 1920 года

Королевский гусар, ветеран Первой мировой войны, кавалер Железного креста. Член Коммунистической партии Германии (КПГ) с 1919 года, в 1918—1919 — председатель рабочего совета в Фалькенштейне (земля Саксония).
Для действий Гёльца было характерно проявление анархистских тенденций (сформированное Гельцем из демобилизованных военнослужащих ополчение, «вооружённый орган пролетарской самопомощи», реквизировало деньги, продукты и топливо у представителей буржуазии). За отказ подчиниться директивам компартии исключался из её рядов, перешёл в более радикальную Коммунистическую рабочую партию Германии, в 1922 году снова вступил в КПГ.

### Капповский путч
Во время Капповского путча 1920 года Гёльц — руководитель вооружённых рабочих отрядов в Фогтланде (Средняя Германия), боровшихся против реакционеров.

### Мартовское восстание
В 1921 году в дни мартовских боев в Средней Германии Гёльц возглавляет сформированные им боевые отряды, сражавшиеся против жандармерии и правительственных войск. После подавления восстания был арестован и приговорён к пожизненному заключению.

### Освобождение и эмиграция
В 1926 году Эрих Мюзам написал брошюру «Правосудие для Макса Гёльца» (нем. Gerechtigkeit für Max Hoelz), требуя освободить последнего из заключения. В 1927 году видными немецкими интеллектуалами, в том числе Томасом Манном и Альбертом Эйнштейном, организуется «Нейтральная комиссия по Максу Гёльцу» (нем. Neutrales Komitee für Max Hoelz), также выступающая за его освобождение.
В 1928 году в результате массового движения в защиту политических заключённых амнистирован. В 1929 году эмигрировал в СССР. Был награждён орденом Красного Знамени (12 ноября 1927 г.), избран депутатом Ленинградского совета. В 1932 г. вёл партийную работу на стройках в Новокузнецке.
За время пребывания в СССР вступал в брак трижды, причём дважды с девушками школьного возраста (14 марта 1930 женился на Ольге Голубчик из Великих Лук, р. 1911, 29 декабря 1930 — на Елене Серебровской из Ленинграда, р. 1915, 21 июня 1932 — на Ариадне Пугавко из Коломны, р. 1915).

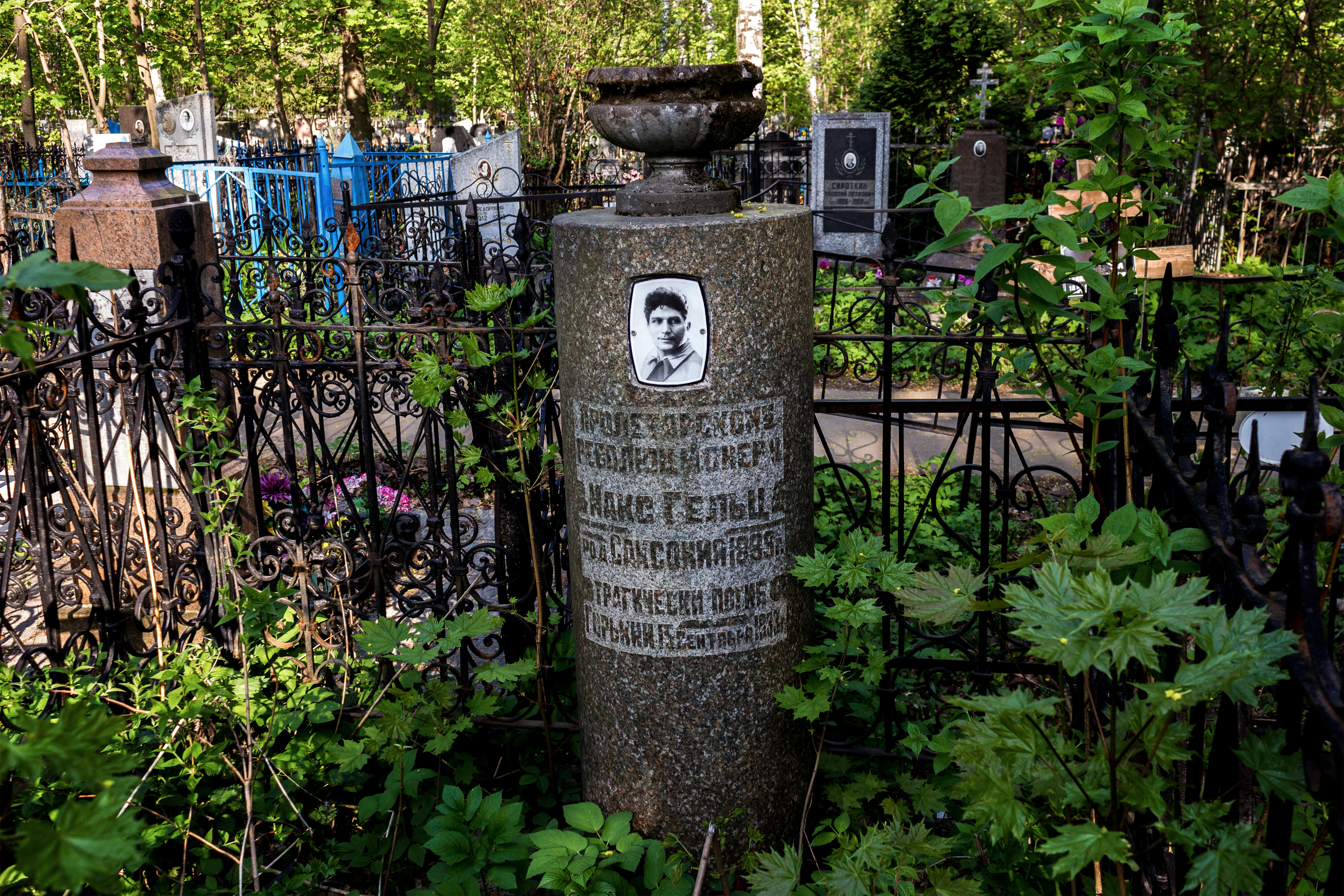
Могила Макса Гёльца на Бугровском кладбище в Нижнем Новгороде

Гёльц погиб в сентябре 1933 года, по официальной версии утонув во время лодочной прогулки по Оке близ Нижнего Новгорода (незадолго до того переименованного в Горький). Существуют также версии убийства и самоубийства. Посмертно обвинён в троцкистском заговоре (по обвинению в сотрудничестве с Гёльцем позднее был репрессирован ряд коммунистов немецкого происхождения).
Похоронен на Бугровском кладбище в Нижнем Новгороде.

## Книги
- Жизнь — борьба. — Л., 1929.
- От белого креста к красному знамени. — М.—Л., 1930.
- Anklagerede gegen die bürgerliche Gesellschaft. Gehalten vor dem Moabiter Sondergericht am 22. Juni 1921 in Berlin. 1921
- Vom «Weißen Kreuz» zur Roten Fahne, Jugend-, Kampf- und Zuchthauserlebnisse. Malik Verlag, Berlin; Reprint 1969 Verlag Neue Kritik KG, Frankfurt. ISBN 3-8015-0037-3